# David King (Wissenschaftshistoriker)
David A. King (* 1941 in England) ist ein britischer Orientalist und Astronomiehistoriker, der sich mit der Astronomie des islamischen Kulturkreises und der Geschichte astronomischer Instrumente befasst.

## Leben
King studierte Mathematik an der Universität Cambridge mit dem Bachelor-Abschluss 1963 und Erziehungswissenschaft an der Universität Oxford. Von 1964 bis 1967 war er Mathematiklehrer im Sudan (Atbara, Darfur) und danach in Toronto. Ab 1968 war er an der Yale University, an der er 1968 in Literatur und Sprachen des Nahen Ostens mit der Dissertation The Astronomical Works of Ibn Yûnus promoviert wurde. 1972 bis 1979 leitete er ein Projekt der Smithsonian Institution über mittelalterliche islamische Astronomie am American Research Center in Ägypten, bei dem die arabischen, persischen und türkischen wissenschaftlichen Handschriften in der ägyptischen Nationalbibliothek in Kairo katalogisiert wurden. 1979 wurde er Associate Professor und 1984 Professor im Department of Near Eastern Languages and Literatures der New York University. Von 1985 bis zu seiner Emeritierung 2007 war er Professor für Geschichte der Naturwissenschaften und Direktor des Instituts für Geschichte der Naturwissenschaften (IGN) der Johann-Wolfgang-Goethe-Universität Frankfurt am Main.
Er befasste sich unter anderem mit der Geschichte der mathematischen Astronomie und Volksastronomie im islamischen Kulturbereich. Besonders hat er sich mit den Aspekten des islamischen Kultus, die mit der Astronomie zu tun haben (Mondkalender, Bestimmung der Ausrichtung nach Mekka, Organisation der fünf täglichen astronomisch-definierten Gebetszeiten). Er hat als einer der Ersten systematisch wissenschaftliche Instrumente (Astrolabien, Quadranten und Sonnenuhren) aus dem islamischen Raum als historische Quellen ausgewertet.
King hat die ersten Überblicke in der Geschichte der Astronomie im Jemen, Ägypten, Syrien (Shams al-Din Abu Abd Allah al-Khalili), und dem Magreb verfasst, veröffentlichte Bücher über neu-entdeckte Weltkarten zur Bestimmung der Richtung (Qibla) und Entfernung nach Mekka, zur Bestimmung der Gebetszeiten und wie sie die Muslime über 1400 Jahre berechnet haben und wissenschaftliche Instrumente des islamischen Kulturkreises.
Er entdeckte eine in Vergessenheit geratene mittelalterliche Zahlennotation, die ursprünglich aus dem antiken Griechenland kam und besonders von den Zisterziensern benutzt wurde und sich auch auf einem Astrolab aus der Picardie aus dem 14. Jahrhundert findet.
Auf Grund zweier Entdeckungen im Jahre 2005 von Berthold Holzschuh, einem Teilnehmer in seinem Instrumentenseminar, zog King ein Akrostichon eines lateinischen Epigramms von Regiomontanus auf einem Astrolab, das er 1462 seinem Gönner Kardinal Bessarion schenkte, für die Interpretation des Gemäldes Geißelung Christi von Piero della Francesca heran. Nach King stellen zwei der Personen auf dem Gemälde Bessarion (dritter von rechts im Vordergrund mit Bart) und Regiomontanus (rechts neben Bessarion) dar, andere klassische Götter, aber wie im Epigramm mit mehrfachen zusätzlichen Identifikationen. Das Epigramm auf dem Astrolab war nach King die direkte Inspiration für das Gemälde.
Ein Nebeninteresse von King ist Kirchengeschichte des Mittelalters, unter anderem veröffentlichte er über den Kult der fiktiven flämischen Heiligen des 14. Jahrhunderts Wilgefortis (Kümmernis).
King ist seit 1969 mit Patricia Cannavaro verheiratet und hat zwei Söhne. Er erhielt für sein wissenschaftliches Lebenswerk 1996 den Paul-Bunge-Preis für Geschichte wissenschaftlicher Instrumente sowie 2013 die Koyré-Medaille der Académie internationale d’histoire des sciences.

## Werke
- A Catalogue of the Scientific Manuscripts in the Egyptian National Library [auf Arabisch], 2 Bände, Kairo: General Egyptian Book Organization 1981, 1986.
- Mathematical Astronomy in Medieval Yemen - A Bio-Bibliographical Survey, (Publications of the American Research Center in Egypt, Catalogs, vol. 4), Malibu, California: Undena Publications 1983.
- A Survey of the Scientific Manuscripts in the Egyptian National Library, (Publications of the American Research Center in Egypt), Catalogs, Band 5, Winona Lake, Indiana: Eisenbrauns 1986.
- Islamic Mathematical Astronomy, London: Variorum 1986, 2. Auflage, Aldershot: Variorum 1993 (Aufsatzsammlung).
- Islamic Astronomical Instruments, London: Variorum, 1987, repr. Aldershot: Variorum 1995 (Aufsatzsammlung).
- Astronomy in the Service of Islam, Aldershot: Variorum 1993 (Aufsatzsammlung).
- World-Maps for Finding the Direction and Distance to Mecca: Innovation and Tradition in Islamic Science, Leiden: Brill 1999.
- The Ciphers of the Monks - A Forgotten Number Notation of the Middle Ages, Boethius, Band 44, Stuttgart: Franz Steiner Verlag 2001.
- In Synchrony with the Heavens. Studies in Astronomical Timekeeping and Instrumentation in Medieval Islamic Civilization. Band 1: The Call of the Muezzin (Studies I-IX), Leiden: Brill 2004.
- In Synchrony with the Heavens. Studies in Astronomical Timekeeping and Instrumentation in Medieval Islamic Civilization. Band 2: Instruments of Mass Calculation (Studies X-XVIII), Leiden: Brill 2005.
- Astrolabes and Angels, Epigrams and Enigmas - From Regiomontanus' Acrostic for Cardinal Bessarion to Piero della Francesca's Flagellation of Christ - An essay by David A. King inspired by two remarkable discoveries by Berthold Holzschuh, Boethius, Band 56, Stuttgart: Franz Steiner 2007.
- Herausgeber mit George Saliba: From Deferent to Equant: A Volume of Studies in the History of Science in the Ancient and Medieval Near East in Honor of E. S. Kennedy, Annals of the New York Academy of Sciences, Band 500, 1987.
- Astrolabes from Medieval Europe, Aldershot & Burlington VT: Ashgate-Variorum, 2011 (Aufsatzsammlung).
- Islamic Astronomy and Geography, Aldershot & Burlington VT: Ashgate-Variorum, 2012 (Aufsatzsammlung).

Einige Aufsätze:
- Islamic Astronomy, in: Christopher Walker (Hrsg.), Astronomy before the Telescope, London: British Museum Press, 1996, S. 143–174 (Nachdruck in King, Islamic Astronomy and Geography)
- Astronomical Instruments between East and West, in: Harry Kühnel (Hrsg.),  Kommunikation zwischen Orient und Okzident, Wien: Österreichische Akademie der Wissenschaften, 1994, S. 143–198 (Nachdruck in King: Astrolabes from Medieval Europe)
- mit Julio Samsó und Beitrag von Bernard R. Goldstein: Astronomical handbooks and tables from the Islamic world (750-1900): An interim report, Suhayl – International Journal for the History of the Exact and Natural Sciences in Islamic Civilisation, Band  2, 2001, S. 9–105
- An astrolabe from 14th-century Christian Spain with inscriptions in Latin, Hebrew and Arabic – A unique testimonial to an intercultural encounter, Suhayl – International Journal for the History of the Exact and Natural Sciences in Islamic Civilisation, Band 3, 2002/03, S. 9–156 (überarbeitete Version in King, In Synchrony with the Heavens)
- The Cult of St. Wilgefortis in Flanders, Holland, England and France, in: Sigrid Glockzin-Bever, Martin Kraatz (Hrsg.): Am Kreuz – Eine Frau: Anfänge – Abhängigkeiten – Aktualisierungen, Ästhetik – Theologie – Liturgik (Münster: LIT Verlag), Band 26, 2003, S. 55–97

Außerdem verfasste er Biographieartikel für den Dictionary of Scientific Biography, und Artikel über astronomische Themen für die Encyclopaedia of Islam und andere Enzyklopädien.